# دينيس أتكينسون
دينيس أتكينسون (9 أغسطس 1926 - 9 نوفمبر 2001) (بالإنجليزية: Denis Atkinson)‏ هو لاعب كريكت باربادوسي. شارك مع منتخب الهند الغربية للكريكت.

## وصلات خارجية
- دينيس أتكينسون على موقع إي آس بي آن كريك إنفو (الإنجليزية)